# Johannes von Saldern
Ernst Friedrich Johannes von Saldern (* 9. August 1839 in Potsdam; † 11. Juni 1907 in Arolsen) war ein deutscher Verwaltungsjurist und Rittergutsbesitzer.

## Leben

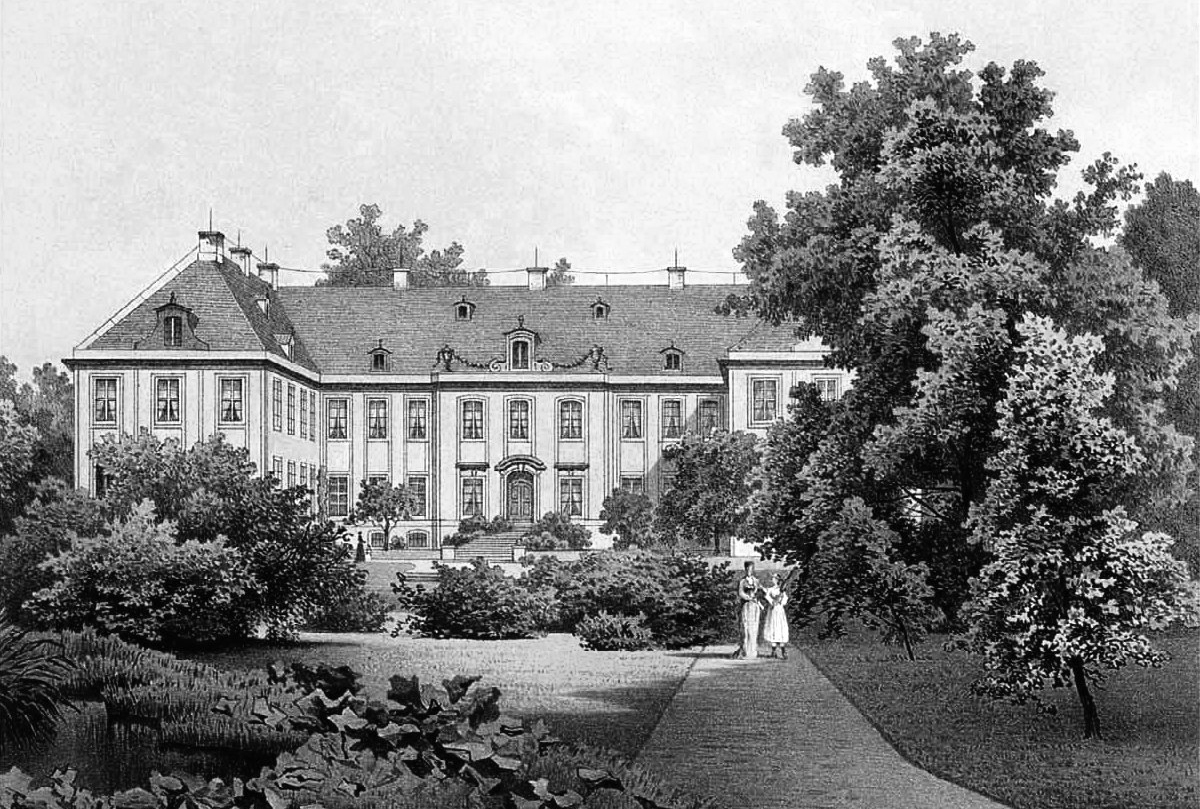
Meffersdorf

Johannes von Saldern, Gutsherr auf Ober- und Nieder-Schwerta, war ein Sohn des Theodor Gustav von Saldern (1810–1876), auf Meffersdorf (seit 1945 Unięcice) im Landkreis Lauban, und der Thusnelda Gräfin von Seherr-Thoss (1812–1875). Er besuchte das Friedrichswerdersche Gymnasium in Berlin, wo er im Herbst 1859 das Reifezeugnis erhielt. Danach begann er an der Ruprecht-Karls-Universität Rechts- und Kameralwissenschaft zu studieren. 1860 wurde er im Corps Saxo-Borussia Heidelberg aktiv. Als Inaktiver wechselte er an die  Friedrich-Wilhelms-Universität zu Berlin. Im Herbst 1862 wurde er Auskultator am Kammergericht. Er wechselte im Sommer 1863 zum Kreisgericht in Liegnitz und wurde im Herbst 1864 Referendar bei der Regierung in Liegnitz. Im Deutschen Krieg war er Offizier im Kürassier-Regiment „Herzog Friedrich Eugen von Württemberg“ (Westpreußisches) Nr. 5. 1868 wurde er Landrat des Kreises Lauban in der Provinz Schlesien. Von 1886 bis zu seinem Tod war er als Nachfolger seines verstorbenen jüngeren Bruders Ernst von Saldern (1843–1886) Landesdirektor von  Waldeck-Pyrmont. Für den Fürsten Georg Viktor von Waldeck-Pyrmont unterzeichnete er 1887 den Verlängerungsvertrag zur Verwaltung der Fürstentümer Waldeck und Pyrmont durch das Königreich Preußen. Er war Bevollmächtigter für Waldeck-Pyrmont zum Bundesrat.
Am 22. Oktober 1872 heiratete er Margarethe Gräfin von Hohenthal (1846–1934). Aus der Ehe gingen folgende Kinder hervor:
- Margarethe (* 1876), Botschaftssekretärin
- Elisabeth (1878–1938), Erzieherin der Prinzessin Viktoria Luise von Preußen und Äbtissin des evangelischen Damenstifts Kloster Stift zum Heiligengrabe
- Sieghard (1881–1963) I. ∞ 1915 Antonie von Grothe (1876–1915); II. ⚭ 1922 Maximiliane von Sluyterman Langeweyde (1891–1966)

## Familien
- Saldern
- Seherr-Thoß (Adelsgeschlecht)
- Hohenthal (Adelsgeschlecht)